# غيلبرت إف. روبنز
غيلبرت إف. روبنز هو سياسي أمريكي، ولد في 26 أغسطس 1838 في بوريلفيل في الولايات المتحدة، وتوفي في 27 سبتمبر 1889 في بروفيدنس في الولايات المتحدة. نشط حزبياً في الحزب الجمهوري.